# جاسم المعاودة
جاسم سلمان المعاودة (25 نوفمبر 1936 في المحرق - 16 مايو 2017) مدرس ولاعب ومدرب كرة قدم وموسيقي ومغني بحريني.

## السيرة الذاتية

### النشأة
ولد المعاودة في فريق الشيخ عبد الله في مدينة المحرق. في عام 1944 ذهب برفقة شقيقته لطيفة إلى المطوعة لحفظ القرآن الكريم ثم في عام 1946 ذهب للدراسة في مدرسة الهداية الخليفية. في عام 1947 درس في كلية فيكتوريا في الإسكندرية بمصر. تخرج من كلية فيكتوريا في عام 1954.

### المسيرة التعليمية
في عام 1956 وبتوصية من الوجيه سيف جبر المسلم انضم إلى وزارة التربية والتعليم للعمل مدرسا للتربية الرياضية بشكل أساسي ومدرسا لمادة اللغة الإنجليزية بشكل ثانوي. كان من أبرز طلابه الوزراء طارق المؤيد وإبراهيم عبد الكريم وحبيب أحمد قاسم وغازي القصيبي والرسام التشكيلي عبد الله المحرقي والشاعر عبد الرحمن رفيع والسياسي محمد الخليفات. ترك التدريس في عام 1957.

### المسيرة الرياضية
في عام 1955 انضم إلى نادي المحرق لاعبا. في عام 1956 تولى تدريب فريقين في آن واحد وهما المحرق والأهلي وقادهما لمدة موسمين متتاليين حيث توج المحرق ببطولة الدوري في موسمي 1956-1957 و1957-1958 بينما في كأس الأمير فقد وصل الفريقان المحرق والأهلي إلى المباراة النهائية التي انتهت بفوز المحرق بالبطولة. في عام 1958 حدث خلاف مع رئيس نادي المحرق علي بن محمد آل خليفة مما جعله يتقدم باستقالته والانتقال إلى النسور وقيادته إلى تحقيق كأس الأمير في موسم 1959-1960 بعدما احتكر المحرق اللعب في المواسم الخمس السابقة. في عام 1958 قرر المعاودة تأسيس لجنة دائمة للحكام للبطولات المحلية مع علي كمنجة وعبد الله حمزة وحمزة ميرزا وفيصل العلوي ومحمد تقي. مارس أيضاً مهنة التدريب منذ خمسينات القرن العشرين وأشرف على عدة فرق محلية. في عام 1958 تولى تدريب منتخب البحرين ليكون بذلك المدرب الأول في تاريخه. قاد منتخب البحرين في بطولة كأس العرب لكرة القدم 1966 التي أُقيمت في العراق حيث خرج من دور المجموعات بعد تعادله في مباراة مع الكويت (التي كانت أول مباراة رسمية لمنتخب البحرين) وخسارته في ثلاث مباريات من لبنان والعراق والأردن. استمر في تدريب منتخب البحرين لغاية عام 1966. استمر في تدريب الأهلي حتى عام 1976 حيث استمر 18 سنة متواصلة. لُقب بـشيخ المدربين البحرينيين. كما كان أول اختصاصي علاج طبيعي في البحرين. ولعب أيضاً بالإضافة إلى كرة القدم كرة السلة وكرة الطائرة. شغل منصب عضو مجلس إدارة النادي الأهلي. تميز بعلاقاته الواسعة مع العديد من الشخصيات الرياضية الأجنبية والاتحادات الرياضية خارج البحرين.

### المسيرة الموسيقية
بعدما ترك تدريب فرق كرة القدم قرر تكوين فرقة موسيقية مع عبد الله وعيسى غلوم ومهدي زكريا ومحمد سلمان. كان يتم تغيير اسم الفرقة الموسيقية أسبوعيا. تولى المعاودة العزف على الأورج والقيثارة بالإضافة إلى الغناء.

## الإنجازات

### المحرق
- الدوري البحريني الممتاز (2): 1957، 1958
- كأس الأمير (1): 1958

### الأهلي
- الدوري البحريني الممتاز (2): 1969، 1972
- كأس ملك البحرين (2): 1960، 1968

## الوفاة
توفي المعاودة في 16 مايو 2017 ودفن في مقبرة المحرق في اليوم التالي.

## الإرث
في 28 مارس 2019 قرر ناصر بن حمد آل خليفة ممثل جلالة الملك للأعمال الخيرية وشؤون الشباب رئيس المجلس الأعلى للشباب والرياضة رئيس اللجنة الأولمبية البحرينية تم إطلاق اسمه على الصالة الرياضية الجديدة التي بنيت في النادي الأهلي.

## الحياة الشخصية
عمته ثاجبة بنت جاسم المعاودة كانت زوجة عبد الله بن عيسى آل خليفة شقيق حاكم البحرين حمد بن عيسى بن علي آل خليفة.